# Kill This Love (bài hát)
"Kill This Love" (tạm dịch: Sát tình) là một bài hát của nhóm nhạc nữ Hàn Quốc Blackpink được ra mắt vào ngày 4 tháng 4 năm 2019 qua ba hãng thu âm YG, Genie và Interscope. Bài hát là đĩa đơn chính của đĩa mở rộng Kill This Love. Việc sáng tác thực hiện bởi Teddy Park và Bekuh Boom đảm nhiệm sản xuất cùng với 24, R.Tee.

## Bối cảnh và phát hành
Yang Hyun-suk, CEO của YG Entertainment đã thông báo vào ngày 8 tháng 2 năm 2019 rằng Blackpink sắp trở lại với một EP vào tháng 3, Đĩa đơn và EP được công bố vào ngày 25 tháng 3. Từ 31 tháng 3 đến 1 tháng 4, hàng loạt bức ảnh về teaser cá nhân được đăng lên trang mạng xã hội của nhóm. Vào ngày 26 tháng 7, đã có thông báo rằng nhóm sẽ phát hành phiên bản tiếng Nhật của EP Kill This Love vào ngày 11 tháng 9 năm 2019. Album đã bỏ lỡ ngày phát hành ban đầu và được phát hành vào ngày 16 tháng 10 năm 2019. Không có bài hát nào của phiên bản được phát hành dưới dạng đĩa đơn. Bản ghi âm trực tiếp phiên bản tiếng Nhật của "Kill This Love", được ghi tại Tokyo Dome vào ngày 4 tháng 12 năm 2019, nằm trong album live thứ ba của nhóm Blackpink 2019-2020 World Tour In Your Area - Tokyo Dome được phát hành vào ngày 6 tháng 5 năm 2020, thông qua Universal Music Japan.

## Sáng tác
Bài hát được viết bởi Teddy Park và Bekuh Boom, người trước đây đã viết "Ddu-Du Ddu-Du", trong khi phần sản xuất được họ đảm nhận cùng với R. Tee và 24. Lời bài hát của nó được mô tả như một "bài ca chia tay" và bản thân bài hát đã được mô tả như một bản nhạc điện tử dậm chân tại chỗ với các yếu tố Trap. Bài hát có chứa "tiếng kèn chói tai và bộ gõ võ", với Rosé và Jisoo dẫn đầu đoạn điệp khúc "ẩn ý" về chuyện chia tay. Bài hát kết thúc bằng một "tiếng kêu thống thiết của triều đình để cắt bỏ gánh nặng của cái chết". J.M.K. của Billboard  lưu ý rằng concept "girl crush" của nhóm chưa bao giờ cảm thấy rõ ràng hơn so với bài hát này.

## Video âm nhạc
Một video âm nhạc cho bài hát được đạo diễn bởi Hyun Seung Seo, việc quay cho video bắt đầu vào giữa tháng 3. Nó được phát hành đồng thời cùng với bài hát.
Ngay khi vừa ra mắt, Kill This Love đã phá vỡ kỷ lục video có lượt thích và lượt xem tăng nhanh nhất trên YouTube, đạt 1 triệu lượt thích trong 33 phút và 56,7 triệu lượt xem trong một ngày, khiến nó trở thành một trong những video nhiều lượt xem nhất trong 24 giờ đầu phát hành. Hơn nữa, nó trở thành video nhanh nhất đạt 100 triệu lượt xem trên YouTube trong 2 ngày 14 giờ, phá vỡ kỷ lục bài hát "Gentleman" của Psy năm 2013. Kỷ lục này nhanh chóng bị truất ngôi bởi bài hát "Boy with Luv" của BTS bảy ngày sau. Ngày 9 tháng 4, video tập nhảy cho "Kill This Love" được đăng trên kênh của Blackpink.
Vào ngày 2 tháng 9 năm 2020, Kill This Love đã đạt được 1 tỷ lượt xem trên nền tảng Video trực tuyến Youtube. Bài hát đạt được lượt xem này sau 1 năm 4 tháng 28 ngày 15 tiếng. Điều này khiến Blackpink trở thành nhóm nhạc Kpop đầu tiên và duy nhất tính đến thời điểm ngày 2 tháng 9 năm 2020 có 2 video âm nhạc (Kill This Love và Ddu-Du Ddu-Du) chạm mốc 1 tỷ lượt xem trên YouTube.

## Giải thưởng
| Năm  | Tổ chức                  | Giải thưởng                           | Kết quả   | Ng.    |
| ---- | ------------------------ | ------------------------------------- | --------- | ------ |
| 2019 | BreakTudo Awards         | International Music Video of the Year | Đoạt giải | [ 22 ] |
| 2019 | BreakTudo Awards         | Boom Video of the Year                | Đoạt giải | [ 22 ] |
| 2019 | Melon Music Awards       | Best Rap/Hip Hop Track                | Đề cử     | [ 23 ] |
| 2019 | Mnet Asian Music Awards  | Song of the Year                      | Đề cử     | [ 24 ] |
| 2019 | Mnet Asian Music Awards  | Best Dance Performance – Female Group | Đề cử     | [ 24 ] |
| 2019 | MTV Video Music Awards   | Best K-Pop                            | Đề cử     | [ 25 ] |
| 2019 | People's Choice Awards   | The Music Video of 2019               | Đoạt giải | [ 26 ] |
| 2020 | Gaon Chart Music Awards  | Song of the Year – Tháng 4            | Đề cử     | [ 27 ] |
| 2020 | Golden Disc Awards       | Best Digital Song (Bonsang)           | Đề cử     | [ 28 ] |
| 2020 | iHeartRadio Music Awards | Favorite Music Video Choreography     | Đoạt giải | [ 29 ] |
| 2020 | iHeartRadio Music Awards | Best Music Video                      | Đề cử     | [ 30 ] |

| Chương trình | Ngày (tổng cộng 2)  | Ng.    |
| ------------ | ------------------- | ------ |
| Inkigayo     | 21 tháng 4 năm 2019 | [ 31 ] |
| Inkigayo     | 26 tháng 5 năm 2019 | [ 32 ] |

## Bảng xếp hạng
| Xếp hạng (2019)                           | Vị trí cao nhất |
| ----------------------------------------- | --------------- |
| Argentina (Argentina Hot 100)             | 42              |
| Áo (Ö3 Austria Top 40)                    | 45              |
| Bỉ (Ultratip Flanders)                    | 22              |
| Bỉ (Ultratip Wallonia)                    | 31              |
| Canada (Canadian Hot 100)                 | 11              |
| Cộng hòa Séc (Singles Digitál Top 100)    | 26              |
| Estonia (IFPI)                            | 9               |
| Phần Lan Digital Song Sales (Billboard)   | 9               |
| Pháp (SNEP)                               | 126             |
| Đức (GfK)                                 | 58              |
| Thế giới Global 200 (Billboard)           | 181             |
| Hi Lạp (IFPI)                             | 23              |
| Hungary (Single Top 40)                   | 7               |
| Hungary (Stream Top 40)                   | 12              |
| Ireland (IRMA)                            | 30              |
| Nhật Bản (Japan Hot 100)                  | 6               |
| Nhật Bản Combined Weekly Singles (Oricon) | 20              |
| Latvia (LAIPA)                            | 16              |
| Lithuania (AGATA)                         | 9               |
| Malaysia (RIM)                            | 1               |
| Mexico Airplay (Billboard)                | 40              |
| Hà Lan (Single Top 100)                   | 83              |
| New Zealand (Recorded Music NZ)           | 24              |
| Bồ Đào Nha (AFP)                          | 42              |
| Nga (Tophit)                              | 17              |
| Scotland (OCC)                            | 40              |
| Singapore (RIAS)                          | 13              |
| Slovakia (Singles Digitál Top 100)        | 22              |
| Hàn Quốc (Hot 100)                        | 2               |
| Hàn Quốc (Gaon)                           | 2               |
| Tây Ban Nha (PROMUSICAE)                  | 55              |
| Thụy Điển (Sverigetopplistan)             | 56              |
| Thụy Sĩ (Schweizer Hitparade)             | 45              |
| Anh Quốc (OCC)                            | 33              |
| Hoa Kỳ Billboard Hot 100                  | 41              |
| US World Digital Song Sales (Billboard)   | 1               |

| Bảng xếp hạng (2019) | Vị trí cao nhất |
| -------------------- | --------------- |
| Hàn Quốc (Gaon)      | 4               |

| Bảng xếp hạng (2019)     | Vị trí |
| ------------------------ | ------ |
| Nhật Bản (Japan Hot 100) | 60     |
| Malaysia (RIM)           | 7      |
| Hàn Quốc (Gaon)          | 45     |

Lưu ý: Ở Úc, EP được xếp ở vị trí thứ 18 trên bảng xếp hạng đĩa đơn, nhưng đĩa đơn không được công nhận riêng.

## Chứng nhận
| Quốc gia | Chứng nhận | Số đơn vị/doanh số chứng nhận |
| --- | ---------- | ----------------------------- |
| Pháp (SNEP)                                                                                                 | Vàng       | 100.000‡                      |
| Ba Lan (ZPAV)                                                                                               | Vàng       | 10.000‡                       |
| Bồ Đào Nha (AFP)                                                                                            | Vàng       | 5.000‡                        |
| Anh Quốc (BPI)                                                                                              | Bạc        | 200.000‡                      |
| Lượt phát trực tuyến                                                                                        |            |                               |
| Nhật Bản (RIAJ)                                                                                             | Vàng       | 50.000.000                    |
| ‡ Chứng nhận dựa theo doanh số tiêu thụ và phát trực tuyến. · Chứng nhận dựa theo doanh số phát trực tuyến. |            |                               |

## Lịch sử phát hành
| Khu vực   | Ngày                 | Định dạng                  | Hãng                  | Ng.                  |
| --------- | -------------------- | -------------------------- | --------------------- | -------------------- |
| Nhiều nơi | 4 tháng 4 năm 2019   | Digital download streaming | YG Interscope Polydor | [ 78 ] [ 79 ] [ 80 ] |
| Ý         | 19 tháng 4 năm 2019  | Contemporary hit radio     | Universal             | [ 81 ]               |
| Hoa Kỳ    | 7 tháng 5 năm 2019   | Contemporary hit radio     | Interscope            | [ 82 ]               |
| Nhật Bản  | 28 tháng 10 năm 2019 | Digital download streaming | Interscope            | [ 83 ]               |